# Bacteria mutica
Bacteria mutica är en insektsart som först beskrevs av Brunner von Wattenwyl 1907.  Bacteria mutica ingår i släktet Bacteria och familjen Diapheromeridae. Inga underarter finns listade.